# Rolf Hochhuth
Rolf Hochhuth (1. dubna 1931, Eschwege, Německo –13. května 2020, Berlín) byl německý spisovatel a dramatik, který žil převážně ve Švýcarsku.

## Hochhuth jako kontroverzní osobnost
Kontroverzním se Hochhuth stal jako autor her, když se již v 60. letech pokusil v rámci vyrovnávání se s minulostí zdůrazňovat téma nacistické minulosti Německa.
Kritiky se mu dostalo i později, zejména po roce 2000, v důsledku jeho hry McKinsey kommt, do které zabudoval několik pasáží umožňujících jejich interpretaci jako souhlas s výzvou k vraždě (jednalo se o srovnání prezidenta Deutsche Bank Josefa Ackermanna s osobnostmi jako Alfred Herrhausen, Hanns-Martin Schleyer a Jürgen Ponto, kteří byli zavražděni teroristickou organizací Frakce Rudé armády). Kontext těchto pasáží je však sporný.

Hochhuth je dále znám jako přítel Davida Irvinga, kterého dokonce obhajoval během jeho procesů, což vyvolalo řadu negativních ohlasů. Známý publicista Ralph Giordano označil Hochhuthovy výroky jako největší zklamání posledních 60 let a Paul Siegel, prezident Zentralrat der Juden in Deutschland, mu předhodil, že sám holokaust popírá. Hochhuth až později své výroky vzal zpět.

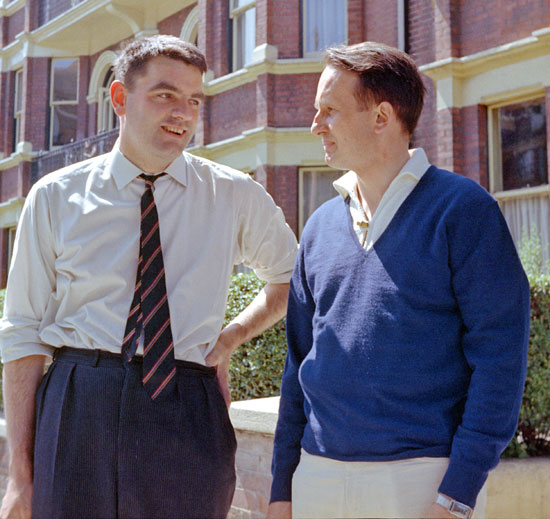
Rolf Hochhuth (vpravo) a David Irving v roce 1966

## Dílo (výběr)
- Náměstek (německy Der Stellvertreter), 1963 – divadelní hra zabývající se postojem katolické církve, Vatikánu a papeže za druhé světové války. Hra je k církvi za její postoj kritická. Čest církve v této hře zachraňuje Riccardo Fontana – kněz vězněný v Osvětimi (tato postava se opírá o reálnou postavu kněze Bernarda Lichtenberga, který dobrovolně sdílel osud Židů – zemřel v Osvětimi). Tato hra vyvolala velmi bouřlivé reakce a protesty na straně církve a křesťanských politiků. Tato hra se obrací přímo proti papeži Piu XII. Podle Iona Mihaie Pacepy, vysokého důstojníka rumunské rozvědky, který v roce 1978 dezertoval na západ, Hochhuth v tomto případě zpracoval námět, který pro něj v rámci diskreditační kampaně proti Vatikánu vyrobil špičkový specialista KGB na dezinformace, generál Ivan Ivanovič Agajanc[5]
- Vojáci (Soldaten) – hra zaměřená proti Winstonu Churchillovi
- Lysistrata a NATO (Lysistrate und die NATO) – jedná se o aktualizovaný motiv antické komedie Lysistrata